# DINO2
『DINO DINO The Lost Creatures』（ディノディノ）は所十三による日本の漫画作品。単行本は全3巻だが、絶版となり、電子書籍で発売されている。
恐竜時代に生きている恐竜が、人間の言葉で会話を行うという特徴がある。所十三が得意とする方言やヤンキー言葉が頻出する。狭義の「恐竜」には限定されず、古生物全般が題材となっている。科学研究に基づいた、徹底した時代と生物考証が行われている。また一方では作者独自の想像による部分もあるが、そこもまた科学的考察を経た描写となっている。中には、その後になって論文により補強された内容もあり、例えば『海岸で翼竜がゴカイやエビを漁る』シーンがそれに当たる。
プロの研究者の協力があったエピソードでは、クレジットにて協力者の名前が述べられている。
同じく恐竜を題材にした宮西達也の絵本『おまえうまそうだな』（2003年発表・2010年にアニメ映画化）との類似が指摘されることがあるが、盗用疑惑は両作者間で否定されている。

## COMIC恐竜物語
ポプラ社から刊行されたリニューアル版。2013年1月から7月にかけて順次刊行された。『アロサウルスのいた時代』『ランフォリンクスのいた時代』『ヴェロキラプトルのいた時代』『ティラノサウルスのいた時代』の全4巻。こちらは小学5年生以上を対象とした学習まんがに変更されている。モノローグの文章も児童向けに易しくなり、漫画の他に、漫画の合間の恐竜解説にも多くのページが割かれるようになった。
初出から10年以上が経過したことで恐竜に対する研究が進んだことで、加筆修正・再編集の刷新が行われている。旧作以上に真鍋真が大きく監修に関わっている。
恐竜くんの恐竜入門解説書『知識ゼロからの恐竜入門』（幻冬舎・2015年）では、本作品中の画像が引用という形で用いられている。

## 構成
『COMIC恐竜物語』では再編により収録順番が変わっている。
vol.1「掟」（トリケラトプス、ティラノサウルス）
vol.4「定め」（トリケラトプス）
vol.8・9「輪廻」（トリケラトプス）
舞台は白亜紀終盤の北米。トリケラトプスの子とティラノサウルスの母親の種族を超えた親子の物語が描かれている。トリケラトプスやティラノサウルスは幼体と成体で姿が変化するように描かれている。
vol.2「絆」（トルヴォサウルス、ケラトサウルス、アロサウルス）
舞台はジュラ紀の森と平原。若者のトルヴォサウルスと初老のケラトサウルスの絆の物語が描かれている。
vol.3「故郷」（ポストスクス）
舞台は三畳紀後期のパンゲア。若者のポストスクスによる自分達生物の衰退への道と恐竜による侵略が描かれている。
vol.5・6「出会い」（ランフォリンクス、ディクラエオサウルス）
舞台はジュラ期末、後のドイツ南部ゾルンホーフェン。
vol.7「伝説」（ヴェロキラプトル、プロトケラトプス）
舞台は白亜紀のモンゴル、コビ砂漠。闘争化石のエピソードに言及される。ヴェロキラプトルの若者集団や老年個体らのストーリーが描かれている。
vol.10「空へ」（始祖鳥、翼竜）
舞台はジュラ期末（後のドイツゾルンホーフェン）。vol.5・6と同時代同地域。
vol.11「反抗期」（スミロドン）
舞台は北米。中生代を舞台とした他エピソードとは例外的に異なり、恐竜絶滅から6500万年後、現代から1万8000年前の氷河期が舞台となっている。
恐竜時代のエピソードではないため、『COMIC恐竜物語』には未収録。
vol.12「旅立ち」（オフタルモサウルス）
舞台はジュラ紀。魚竜と海棲爬虫類を題材としている。
vol.13「分相応」（スコミムス、スピノサウルス）
舞台は白亜紀前期の北アフリカの湿地帯。ワニ類サルコスクスや、古代魚も登場。若者のスコミムスと老年のスピノサウルス達の交流が描かれている。
vol.14「秩序」（ドロマエオサウルス）
舞台は白亜紀後期、カンパン期の北米大陸。
森に住んでいたドロマエオサウルスが、森の外に出て多様な恐竜に出会う。この時代の恐竜の多様性を描いている。
「兄弟」（ミクロラプトル）
舞台は白亜紀初期の中国遼寧省。羽毛恐竜を中心にたくさんの古生物が登場する。
『DINO2』には未収録で、『COMIC恐竜物語』3巻に収録されている。